# Lagunda AIK
Lagunda AIK var en idrottsförening i Örsundsbro, Enköpings kommun. Lagunda AIK bildades 19 januari 1968 genom sammanslagning av dåvarande Lagunda kommuns aktiva idrottsföreningar: Gryta BK, Nysätra SK, Hjälstaholms IF och Lagunda HC.  
Dessa fyra klubbar var i sin tur ett resultat av tidigare sammanslagningar av klubbar i Lagundabygden. Ursprungligen fanns det 9 sektioner inom LAIK: fotboll, handboll, ishockey, bandy, bordtennis, tennis, gymnastik, friidrott och ungdom. 
2017 slog LAIK sig samman med innebandyklubben Lamadjurets AIBC och bildade den nya föreningen Örsundsbro IF. ÖIF:s verksamhet innefattar fotboll, innebandy, gymnastik och skidor.

## Lagets sportplaner
Lagunda AIK bedrev sin verksamhet i Örsundsbro, mittemellan Uppsala och Enköping i Enköpings kommun. I anslutning till skolan ligger samhällets fotbollsanläggning Åvallen med 5-, 7-, 9- och 11-mannaplaner. I anslutning till Åvallen finns Örsundsbro Sporthall där all inomhusidrott bedrivs. I hallen finns en läktare för cirka 200 personer.